# Gaston Féry
Gaston Lucien Féry (Longwy, Meurthe i Mosel·la, 24 d'abril de 1900 - Paimpol, Costes del Nord, 29 de novembre de 1985) va ser un atleta francès, especialista en els 400 metres llisos, que va competir a començaments del segle xx.
El 1920 va prendre part en els Jocs Olímpics d'Anvers, on disputà dues proves del programa d'atletisme. En la cursa del 4x400 metres relleus, formant equip amb Georges André, Maurice Delvart i André Devaux, guanyà la medalla de bronze. En els 400 metres quedà eliminat en semifinals. Quatre anys més tard, als Jocs de París, tornà a disputar les dues mateixes proves del programa d'atletisme. En el 4x400 metres relleus finalitzà en cinquena posició, mentre en els 400 metres quedà eliminat en sèries.
Entre 1919 i 1924 guanyà el campionat nacional francès dels 400 metres.

## Millors marques
- 400 metres. 49.6" (1924)[1]